# Hugo Winterhalter
Hugo Winterhalter (Wilkes-Barre (Pennsylvania), 15 augustus 1909 – Greenwich (Connecticut), 17 september 1973) was een Amerikaanse musicus, easy-listeningorkestleider en -arrangeur en muziekproducent.

## Loopbaan
Winterhalter studeerde viool en rietblaasinstrumenten aan het muziekconservatorium van New England. Na zijn studies was hij eerst leraar maar in het midden van de jaren 1930 werd hij beroepsmusicus. Hij werkte en arrangeerde voor verschillende bands, waaronder die van Count Basie, Tommy Dorsey, Claude Thornhill en anderen. Hij arrangeerde en dirigeerde ook opnames van zangers, waaronder Dinah Shore en Billy Eckstine. In 1948 werd hij muziekdirecteur bij MGM Records. Twee jaar later ging hij naar Columbia Records, waar hij een hit scoorde met een orkestrale opname van "Blue Christmas".
Daarna tekende hij bij RCA Victor, waar hij sessies arrangeerde en produceerde voor onder meer Perry Como, Eddie Fisher en de Ames Brothers. Zijn orkest is ook te horen op opnames van Fran Warren en Kay Starr. Opnames onder zijn eigen naam waren o.m. "I'll never know why" (1951), "Hesitation" en "Vanessa/Somewhere along the way". Hij arrangeerde en dirigeerde de songs van Eddie Fisher en Debbie Reynolds in de film Bundle of Joy uit 1956. Hij bracht ook een aantal albums met orkestmuziek uit, en scoorde enkele hits, onder meer in 1956 met "Canadian Sunset" (gezongen door Eddie Heywood). Hij had ook succes met de reeks langspeelplaten Hugo Winterhalter Goes..., waarop hij met zijn koor en orkest telkens een bepaald muziekgenre in eigen arrangementen bracht: Hugo Winterhalter Goes Continental, Hugo Winterhalter Goes Hawaiian, Hugo Winterhalter Goes Latin, Hugo Winterhalter Goes Gypsy enzovoort.
In 1963 ging hij naar het platenlabel Kapp. Dat jaar schreef hij het thema voor de film "Diamond Head". Hij bracht een handvol langspeelplaten uit op Kapp, waaronder The Best of '64 en The Big Hits of 1965. In de tweede helft van de jaren 1960 werkte hij voor Broadway en televisie, en bracht nog af en toe een easy-listening-LP op goedkope platenlabels uit.
Hugo Winterhalter stierf aan kanker in 1973. Hij is gehonoreerd met een ster op de Hollywood Walk of Fame.